# 锋前暖区暴雨
锋前暖区暴雨是华南前汛期暴雨的一个重要特色。正常年份，5月中旬以后，受东亚季风影响，大雨带移至华南沿海，降水量增大，称为华南前汛期季风降水，雨量主要降落于冷锋前部的暖区。

## 一般特征
1. 降水量大，中心降水是锋面降水的3-5倍。
2. 降水范围小，约占过程降水面积的1/3-1/4。
3. 局地性强。

## 触发机制
由于锋前暖区受潮湿不稳定的西南季风气流所控制，只要在边界层内存在使不稳定能量释放的触发机制，就会在华南前汛期的环流背景下产生暴雨。

### 边界层内侵入的浅薄冷空气
受武夷山脈和南岭山脉阻挡，冷锋停滞于北緯25°附近，但边界层内有浅薄的冷空气沿河谷南下或从东部海上回流侵入暖区，造成抬升不稳定。但是锋区坡度小，宽度大，地面图难以发现，但可见切变，暴雨区较小。边界层内水汽通量辐合是产生暴雨的主要水汽来源，浅薄冷空气侵入有利边界层内水汽向暴雨区输送。但当冷空气入侵接近850 hPa高度，降水停止。因为冷空气加厚，破坏不稳定层结，也破坏了低层水汽供应。

### 地形对暖区暴雨的作用
1. 地形动力抬升。
2. 喇叭口地形收缩作用。
3. 对流单体随中层风向下游移动，有时暴雨区并不是在迎风坡，而落在中层风下游其他条件有利的地区。

### 海陆分布的对暖区暴雨作用
华南地处低纬，频临西太和南海，西南季风加强时，有利水汽输送。广东沿海暴雨前，经常有假相当位温的剧增，这是由于边界层内偏南气流加大，有时达到低空急流强度，甚至产生超低空急流（950 hPa），暖湿北涌造成的。
海陆风效应显著。特殊的海岸地区，可以形成辐合中心加强降水，并产生沿海降水的日间变化。陆风的辐合中心，形成夜雨，与沿海气候值暴雨中心相吻合。海风的辐合中心，形成白天暴雨，位于内陆。